# Quercus cornelius-mulleri
Quercus cornelius-mulleri là một loài thực vật có hoa trong họ Cử. Loài này được Nixon & K.P.Steele miêu tả khoa học đầu tiên năm 1981.

## Hình ảnh